# Roots Rock Riot
Roots Rock Riot è il secondo album in studio del gruppo musicale gallese Skindred, pubblicato nel 2007.

## Tracce
1. Roots Rock Riot – 3:02
2. Trouble – 3:49
3. Rat Race – 3:22
4. State of Emergency – 4:03
5. Alright – 3:09
6. Destroy the Dancefloor – 3:44
7. Rude Boy for Life – 4:11
8. Killing Me – 4:19
9. Spit out the Poison – 3:47
10. Cause Ah Riot – 3:05
11. Ease Up – 4:00
12. Choices and Decisions – 4:39

## Formazione
- Clive "Benji" Webbe – voce
- Michael John "Mikeydemus" Fry – chitarra
- Daniel Pugsley – basso, elettronica
- Arya "Dirty Arya" Goggin – batteria